# Pont Grande-Duchesse Charlotte
Le pont Grande-Duchesse Charlotte (en luxembourgeois Groussherzogin-Charlotte-Bréck, en allemand Großherzogin-Charlotte-Brücke) est situé à Luxembourg-Ville, dans le sud du Luxembourg. Il relie l'avenue John-F.-Kennedy (lb), au Kirchberg, au boulevard Robert-Schuman (lb), au Limpertsberg, et permet à la route nationale 51 ainsi qu'au tramway de Luxembourg de franchir la vallée de l'Alzette. Il est de ce fait la principale route reliant le centre-ville, la Ville-Haute, au Kirchberg, le quartier des institutions européennes.
Le pont est également connu sous le surnom de Pont Rouge (en luxembourgeois Rout Bréck, en allemand Rote Brücke) en référence à sa peinture rouge distinctive. Il est plus sinistrement connu pour la centaine de suicides recensés entre son ouverture et 1993, année où un garde-corps anti-suicide est installé.

## Toponymie
Le pont est nommé d'après la grande-duchesse Charlotte de Luxembourg, de son vivant, le 20 juin 1963.

## Histoire

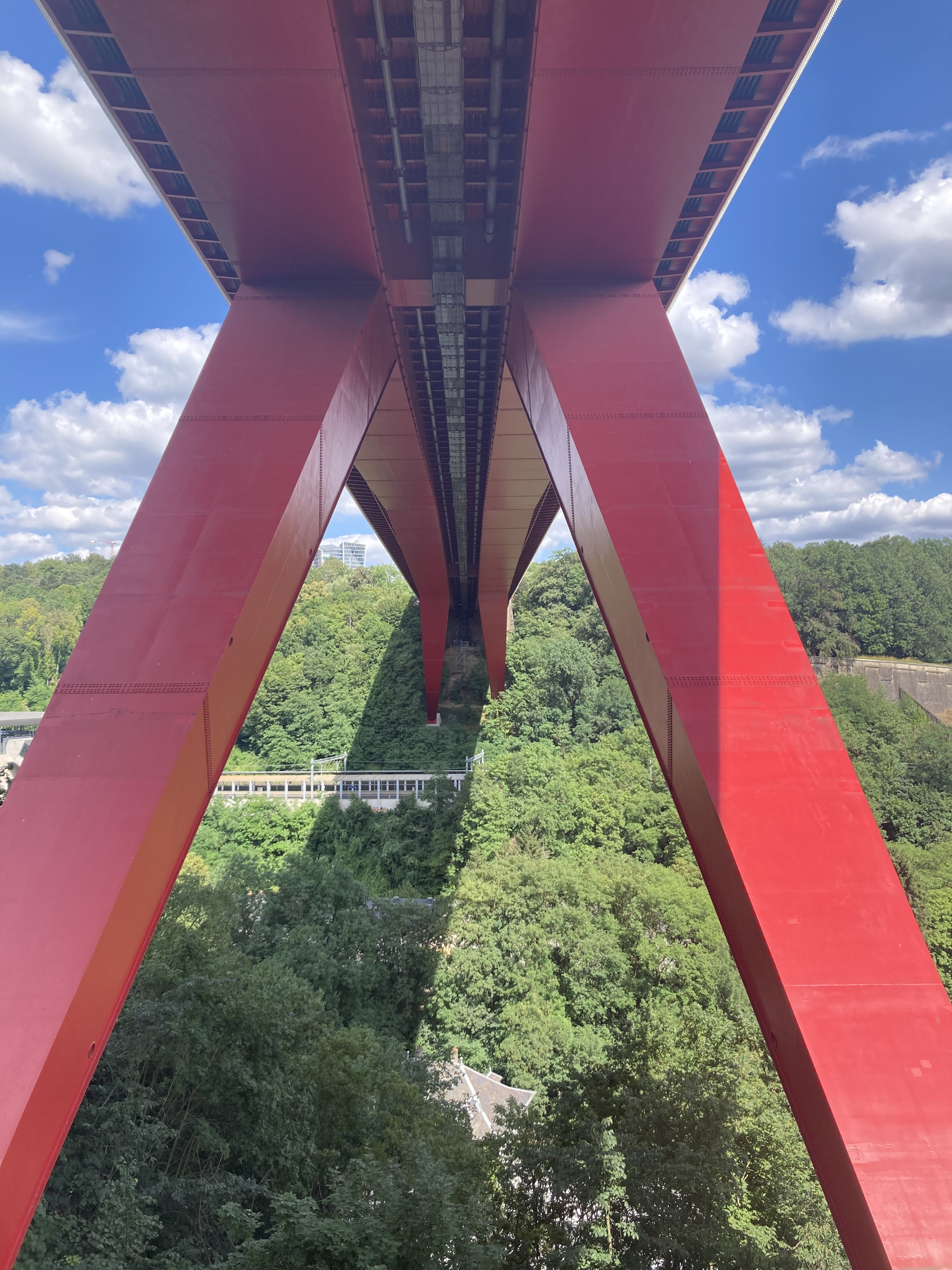
Le pont vu du dessous.

Dès 1943, l'architecte allemand Hubert Ritter, officier d'urbanisme de la Ville de Luxembourg durant l'occupation nazie, envisage à cet emplacement la construction d'un pont qui aurait permis une connexion autoroutière entre Luxembourg et le Reich. Son projet ne fut jamais réalisé, la ville de Luxembourg étant libérée par les Alliés en septembre 1944.
Le Luxembourg a été le siège provisoire de la Communauté européenne du charbon et de l'acier (CECA) pendant plusieurs années et il était envisagé d'y installer définitivement les sièges des communautés européennes. Dans ce but et afin de promouvoir le choix du grand-duché comme siège, le gouvernement luxembourgeois décide d'aménager le plateau du Kirchberg et lance en 1957 un concours international pour la réalisation d'un pont reliant le plateau au centre historique, auquel participent 69 concurrents dont le vainqueur est l'architecte allemand Egon Jux, qui marque l'importance de l'acier dans la prospérité du Grand Duché par une structure portante, et donc grandement visible, en acier.
Pour le financement, est créé en 1961 le Fonds pour l'aménagement et l'urbanisation du plateau du Kirchberg,. Si durant la construction a été signé le traité de fusion des exécutifs communautaires ayant finalement envoyé la commission européenne à Bruxelles, le Luxembourg accueille malgré tout la cour de justice de l'Union européenne et le quartier a notamment vu l'implantation dans les années ou décennies qui suivirent de lieux importants comme Luxexpo ou D'Coque ainsi que de nombreux logements,. De plus, le pont permet de franchir l'Alzette sans avoir à descendre au fond de la vallée et facilite ainsi les liaisons routières avec l'est du pays.
La construction des fondations a débuté le 20 avril 1962. La construction du pont en lui-même a officiellement débuté le 20 juin 1963, en présence de la grande-duchesse Charlotte et du gouvernement, le pont est alors baptisé du nom de la grande-duchesse Charlotte. Les caissons, de 3 m par 13 m chacun, formant l'ouvrage ont été assemblés en Allemagne puis transportés par train puis par camion. L'assemblage du pont se termine le 28 octobre 1964, un seul accident grave ayant eu lieu durant tout le chantier. Il est complètement terminé le 2 juin 1965. Les tests de surcharge ont été effectués avec douze chars d'assaut M48 Patton de 42 tonnes chacun mis à disposition par l'armée belge. Enfin, le pont a officiellement été ouvert à la circulation le 24 octobre 1966 par la grande-duchesse Charlotte.
Entre 1980 et 1985, la chaussée est renouvelée et en 1989 le pont est repeint pour la première fois.
En 2014, un projet de funiculaire prévoit la construction de la gare Arrêt Pont Rouge au pied du pont. Le funiculaire entre en service en décembre 2017.
Entre 2015 et 2018, le pont est modifié dans le cadre de la construction du tramway de Luxembourg : les encorbellements sont élargis et les garde-corps sont remplacés, la chaussée est réduite à deux voies par sens et les deux voies du tramway sont implantées côté nord entre 2016 et 2017. Le tablier est renforcé et le pont est, pour finir, repeint entre mi-2017 et début-2018. Le chantier coûte 40 millions d'euros et élargit le pont d'un mètre cinquante (de 25,07 à 26,58 m à l'issue des travaux). Autre changement, l'éclairage public, autrefois central et sur mât, est intégré dans le terre-plein central et est désormais indirect ; le tramway franchira le pont sur batteries.
En 2016, pour le cinquantenaire du pont, un timbre-poste réalisé par l'artiste allemande Anita Wünschmann et une pièce de 2 € commémoratifs ont été émis,. La nouvelle piste cyclable a été inaugurée le 12 mai 2017 et la pose des nouveaux joints définitifs a lieu en juillet 2017, en même temps que la pose des premiers rails de tramway ; la ligne de tramway franchit le pont en service commercial depuis le 27 juillet 2018.

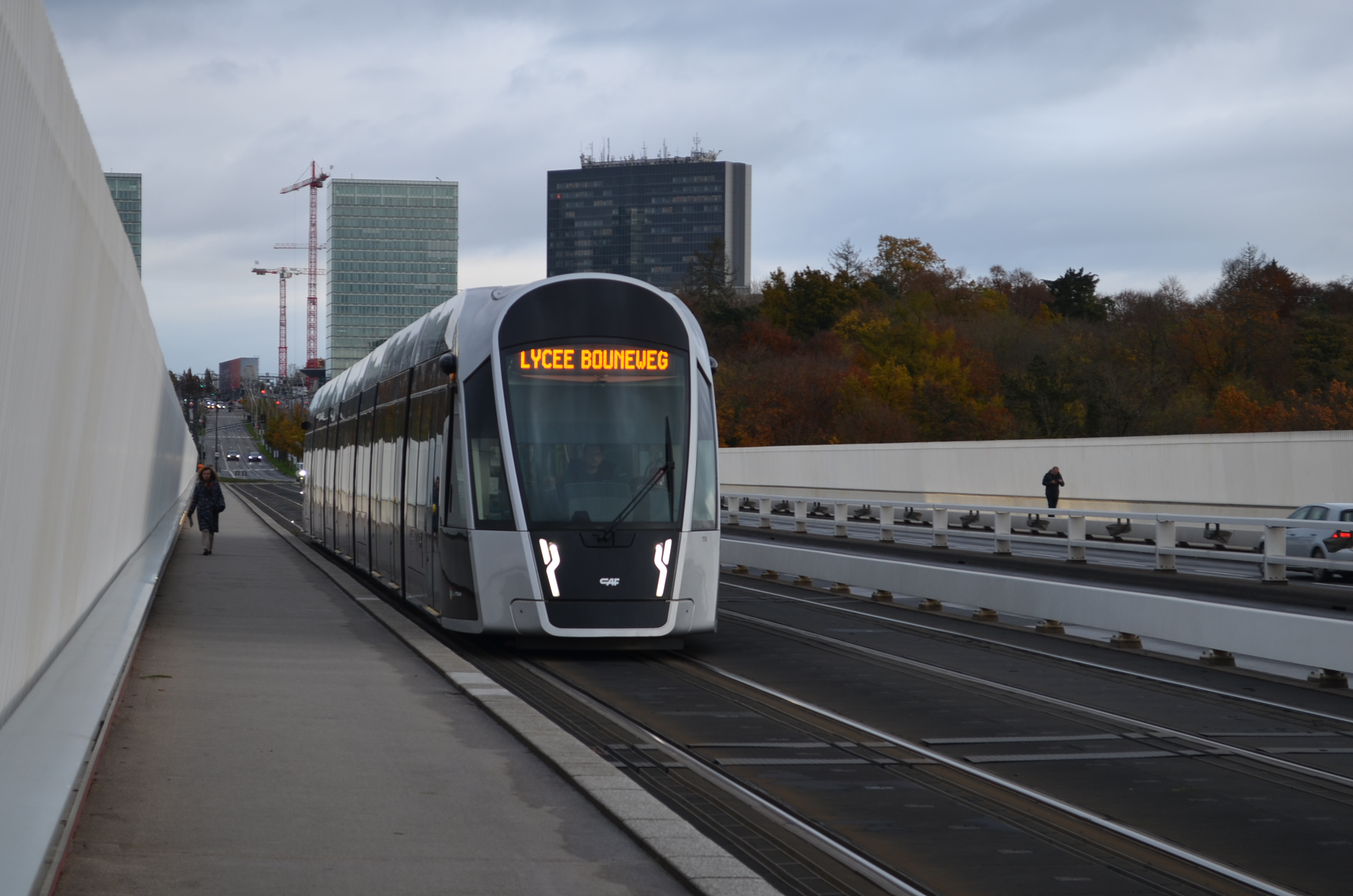
Un tramway parcourant le pont.

## Caractéristiques
Le pont Grande-Duchesse Charlotte est un pont à béquilles d'une longueur de 355 mètres de long, la distance entre les points d'appui des béquilles est de 234,10 mètres. Le tablier est composé de trois éléments longs respectivement de 95,42 m, 152,56 m et 107,02 m. Le tablier, large à l'origine de 25,07 mètres, est placé au plus haut à 75 mètres au-dessus de l'Alzette et est composé d'une dalle orthotrope en acier supportée par deux caissons de six mètres de large placés aux deux extrémités. Les encorbellements supportant les trottoirs font 2,1 m de large à l'origine ; les travaux menés entre 2015 et 2018 ont porté leur largeur à 3,69 m côté sud (avec piste cyclable) et à 2,55 m côté nord. De nouveaux garde-corps anti-suicide portent la largeur totale à 26,58 m,.
Les béquilles sont de longueur inégale : celles côté Limpertsberg mesurent 40,6 m tandis que celles côté Kirchberg mesurent 38,7 m de long. Le poids total du pont est d'environ 5 200 tonnes dont 4 785 tonnes d'acier,. La couche de peinture extérieure est rouge, choix résultant de la volonté des décideurs que le pont se détache de son environnement même par temps maussade. Vingt tonnes de peinture recouvrent le pont. Elle vaut à l'ouvrage son surnom de Pont Rouge, largement utilisé. En 2019, Nicoletta Lux, société historiquement chargée de la peinture du pont, fait faillite.
Pour permettre son entretien, le pont dispose d'un wagon de visite pouvant inspecter l'ensemble de l'ouvrage garé dans la culée côté Kirchberg. La dilatation maximale du pont entre l'été et l'hiver est de 45 centimètres.
Le pont a été à l'origine conçu au gabarit autoroutier (2 × 3 voies) et comporte, selon les gabarits d'origine :
- deux trottoirs en encorbellement de 2,1 m chacun ;
- deux chasse-roues de 65 centimètres de large séparant trottoirs et chaussées ;
- six voies de circulation de 3 m de large chacune regroupées en deux chaussées de 9 m de large ;
- un terre-plein de 1,50 m de large.

À l'issue de sa rénovation le pont comprendra, du nord au sud :
- un trottoir de 2,55 m de large ;
- une plate-forme tramway comprenant deux voies, utilisable par les véhicules de secours, d'une largeur totale de 6,60 m de large ;
- une chaussée composée de deux voies de circulation de 3 m de large chacune ;
- un terre-plein d'1 m de large et une bande dérasée de 40 cm ;
- une chaussée composée de deux voies de circulation de 3 m de large chacune ;
- un trottoir de 3,69 m de large accueillant une piste cyclable.

En 2015, 14 600 véhicules transitaient chaque jour par le pont.

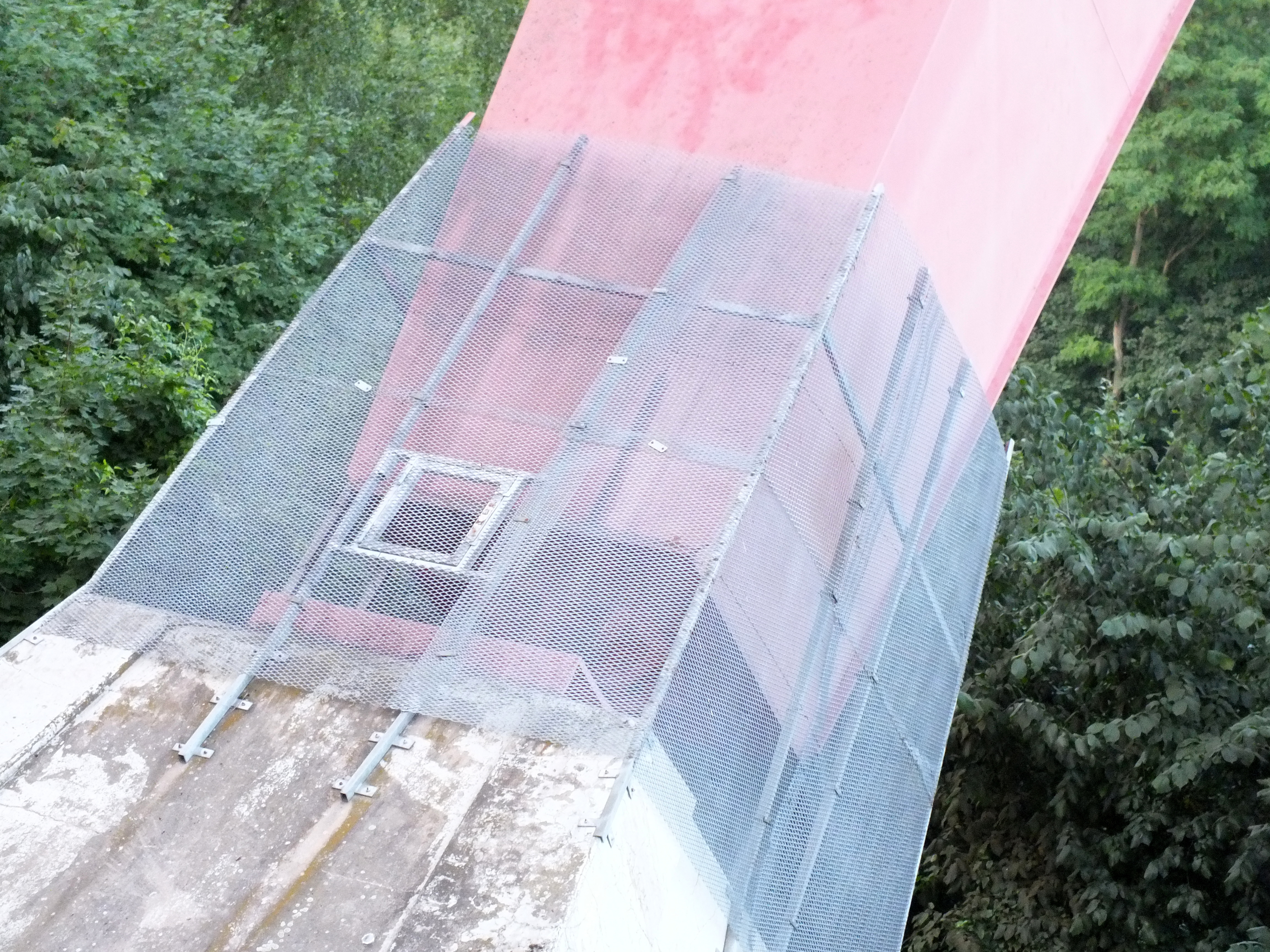
Base d'une béquille du pont.
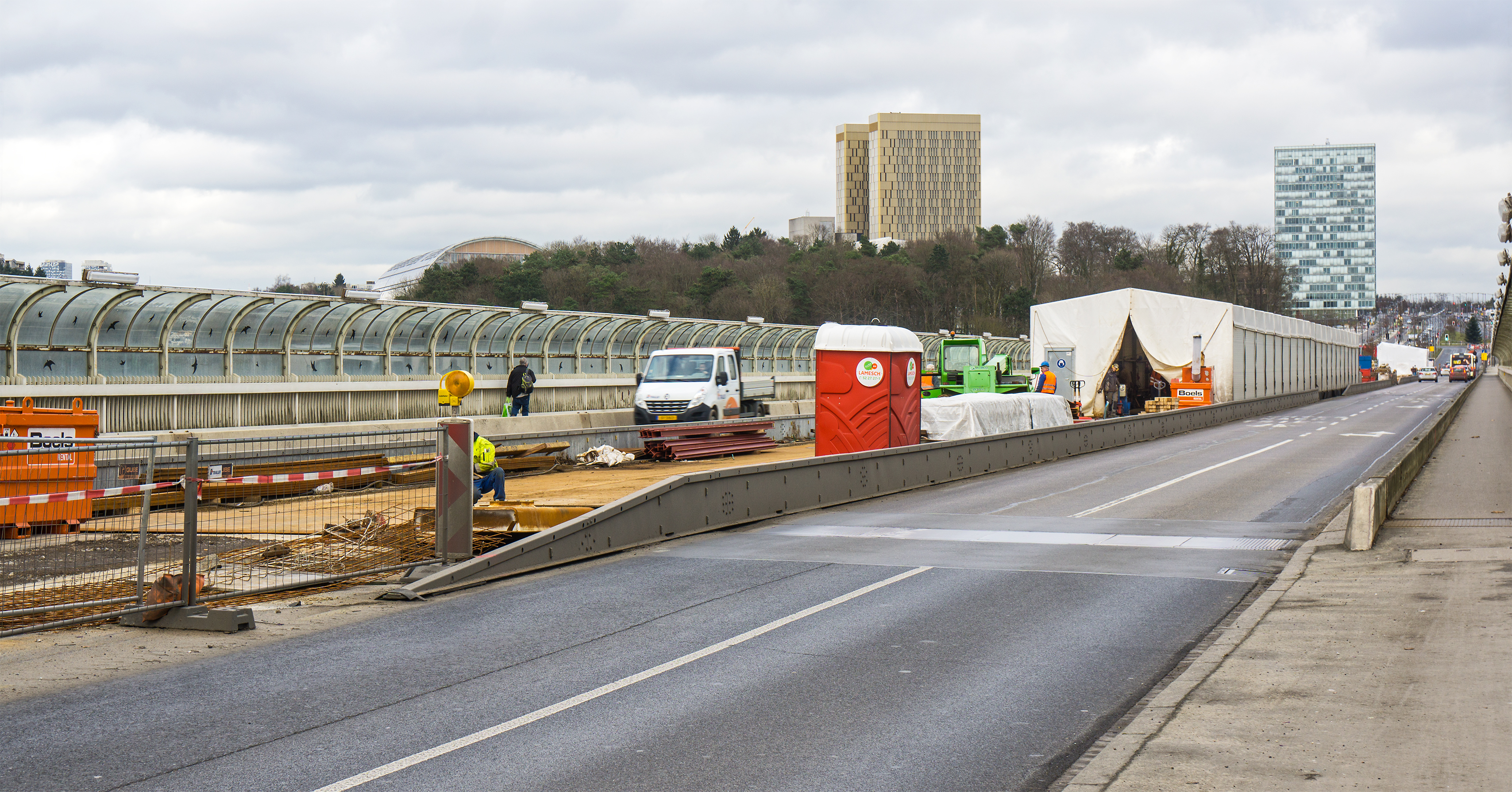
Le pont en cours de rénovation, en 2016.
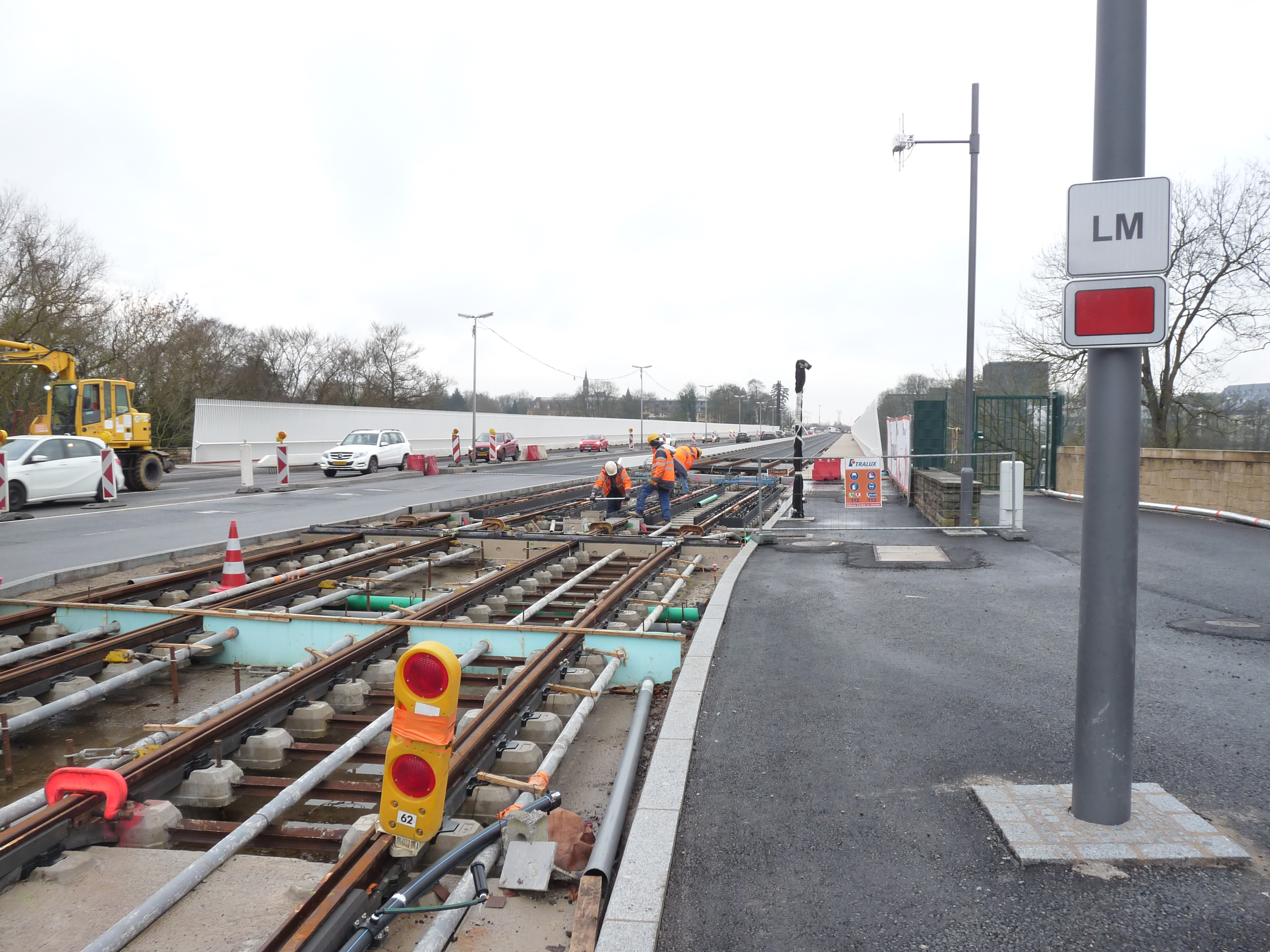
Pose des rails au niveau du pont, en janvier 2018.
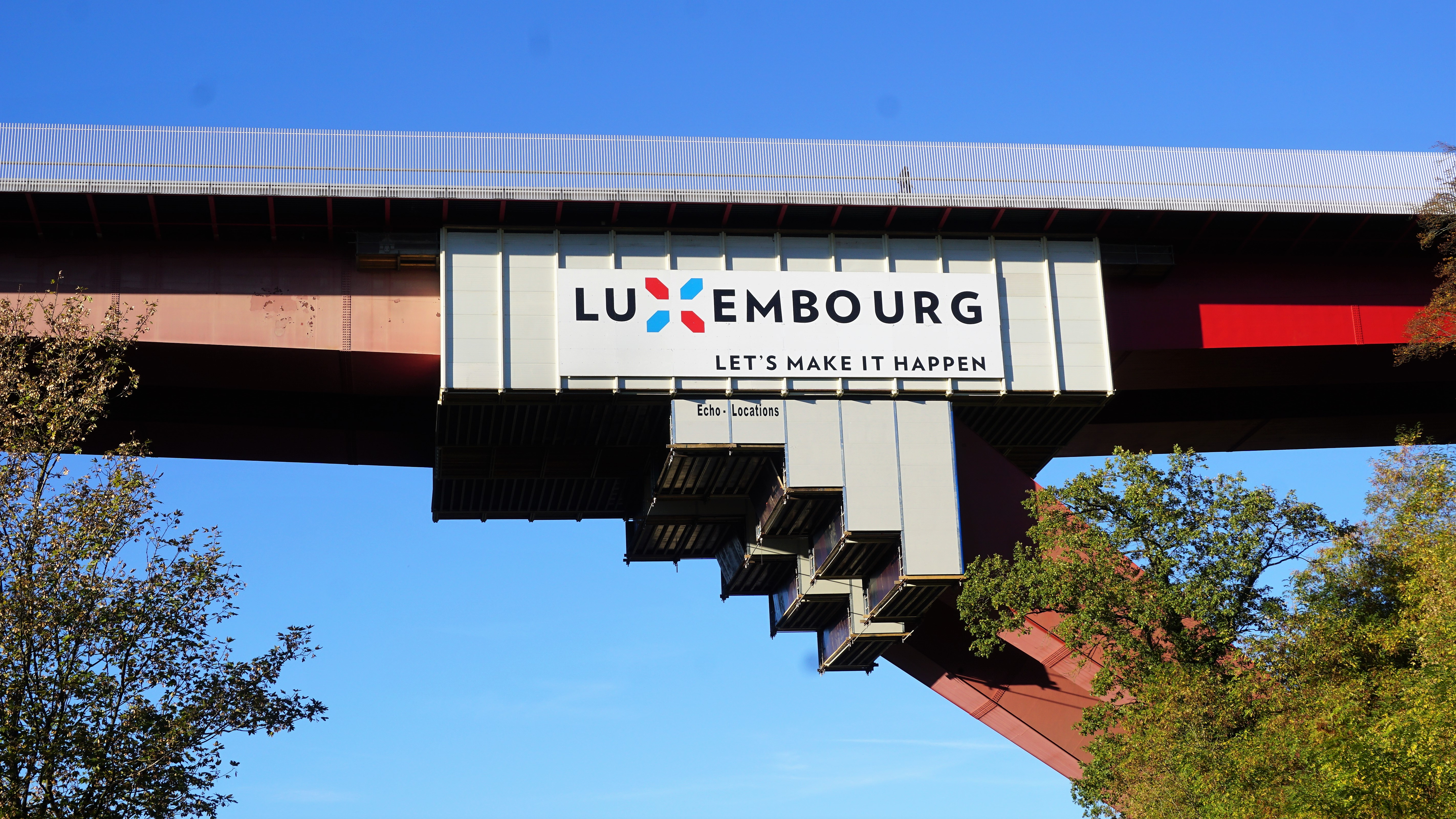
Application de la nouvelle couche de peinture, en octobre 2018.
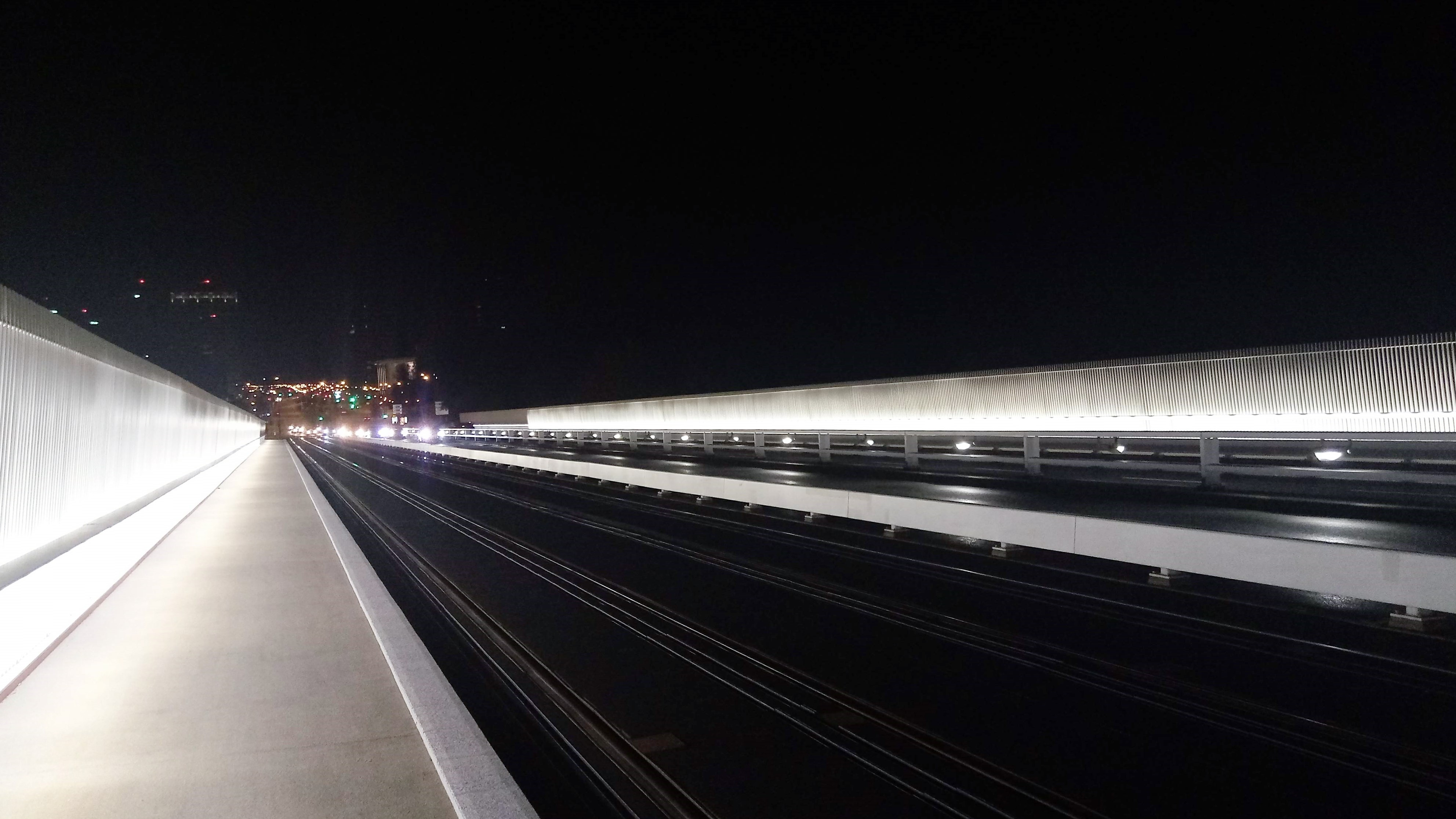
Le pont de nuit, avec l'éclairage intégré aux garde-corps introduit avec la rénovation.

## Suicides

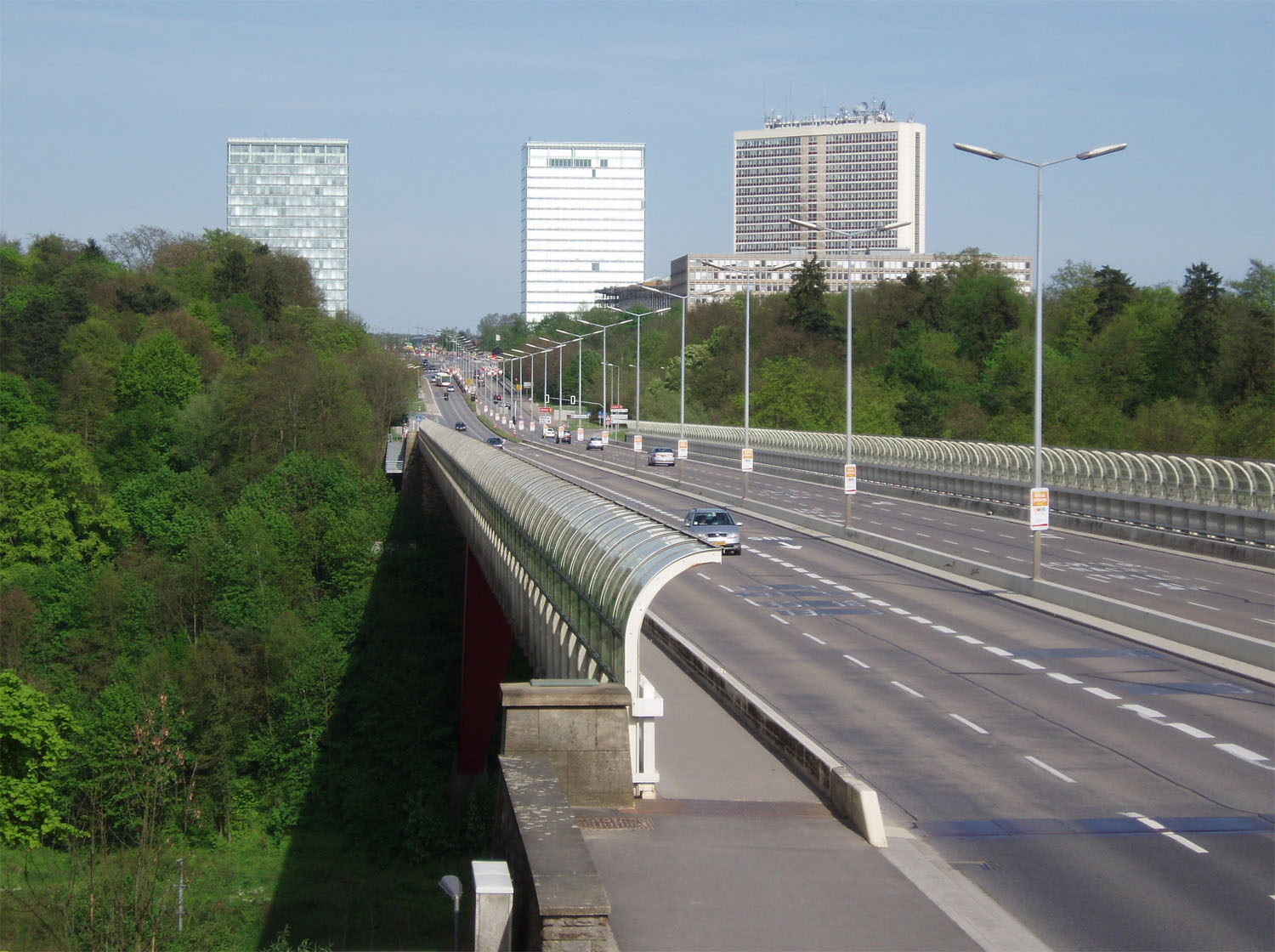
Le garde-corps anti-suicide d'origine.

Au fil du temps, le pont Grande-Duchesse Charlotte est devenu de plus en plus connu pour ses suicides. Si les riverains habitant au fond de la vallée voyaient habituellement dans leur jardin divers détritus jetés du pont,, ils virent aussi des chiens tomber et, entre 1966 et 1993, plus d'une centaine de personnes se suicidèrent en se jetant du pont, soit environ un suicide tous les trois mois durant 26 ans,.
À un moment, des panneaux avait été placés avertissant la population de chutes de corps (sic), atterrissant sur le trottoir, dans les jardins voire sur le toit des maisons en contrebas,. Il a fallu attendre jusqu'en 1991, lorsque la réalisatrice luxembourgeoise Geneviève Mersch (lb) tourne un court documentaire de 21 minutes nommé Le Pont rouge (lb), dans lequel des familles qui vivaient sous le pont ont été suivies et interrogées pendant un temps, en racontant leurs macabres expériences avec le pont, pour que quelque chose soit fait pour prévenir ces suicides. Un an après la diffusion de ce documentaire, en 1993, le gouvernement luxembourgeois a décidé d'ériger une barrière de sécurité en Plexiglas, au sommet courbé vers l'intérieur, pour empêcher les suicides. Début 2017, de nouvelles barrières de 2,70 m de haut, constituées de lamelles en inox plus sécurisées tout en rappelant le garde-corps d'origine, sont mises en place,,. Malgré cela, le 7 mars 2017, une jeune fille l'escalade et se jette dans le vide.
L'histoire du sans-domicile fixe considéré comme le « clochard le plus connu du Luxembourg », Adalbert Boros (lb), né le 18 mai 1931 en Hongrie et mort le 26 avril 2013 à Echternach, à l'âge de 82 ans, est liée à ces nombreux suicides. Il avait travaillé sur la construction du pont en tant qu'ingénieur — il a aussi travaillé sur le barrage d'Esch-sur-Sûre — et il aurait décidé de vivre dans la rue car il ne supportait pas que des personnes se suicident depuis le pont qu'il avait contribué à construire.